# Columbia Sportswear

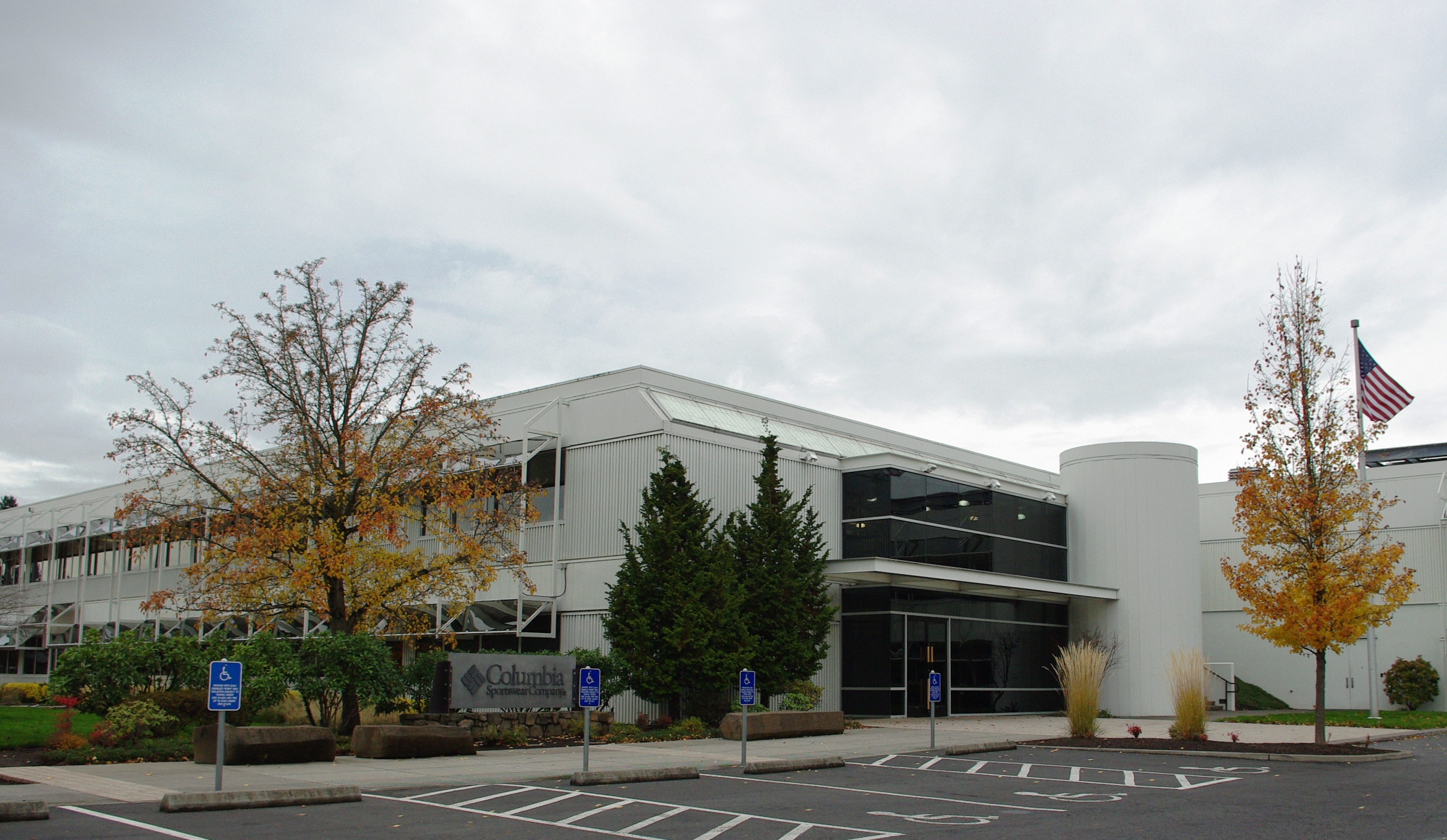
Головний офіс Коламбії на північній межі Бівертона у орігонському окрузі Вашингтон

Columbia Sportswear, Коламбія спортсвер — американський виробник й продавець верхнього та спортивного одягу із головним офісом у Бівертоні, Орегон. Виробами Колумбії також є взуття, капелюхи, туристичні товари, лижній одяг (на 2001 рік Коламбія була найбільшим американським виробником)та верхнього одягу акксесуари.
Коламбія продає свої вироби у 13 тисячах магазинах у 72 країнах світу. Також компанія володіє 100 власними роздрібними магазинами (жовтень 2015 року).
5326 працівників (2014 рік).
Дохід — 2,1 млрд дол. (2014).

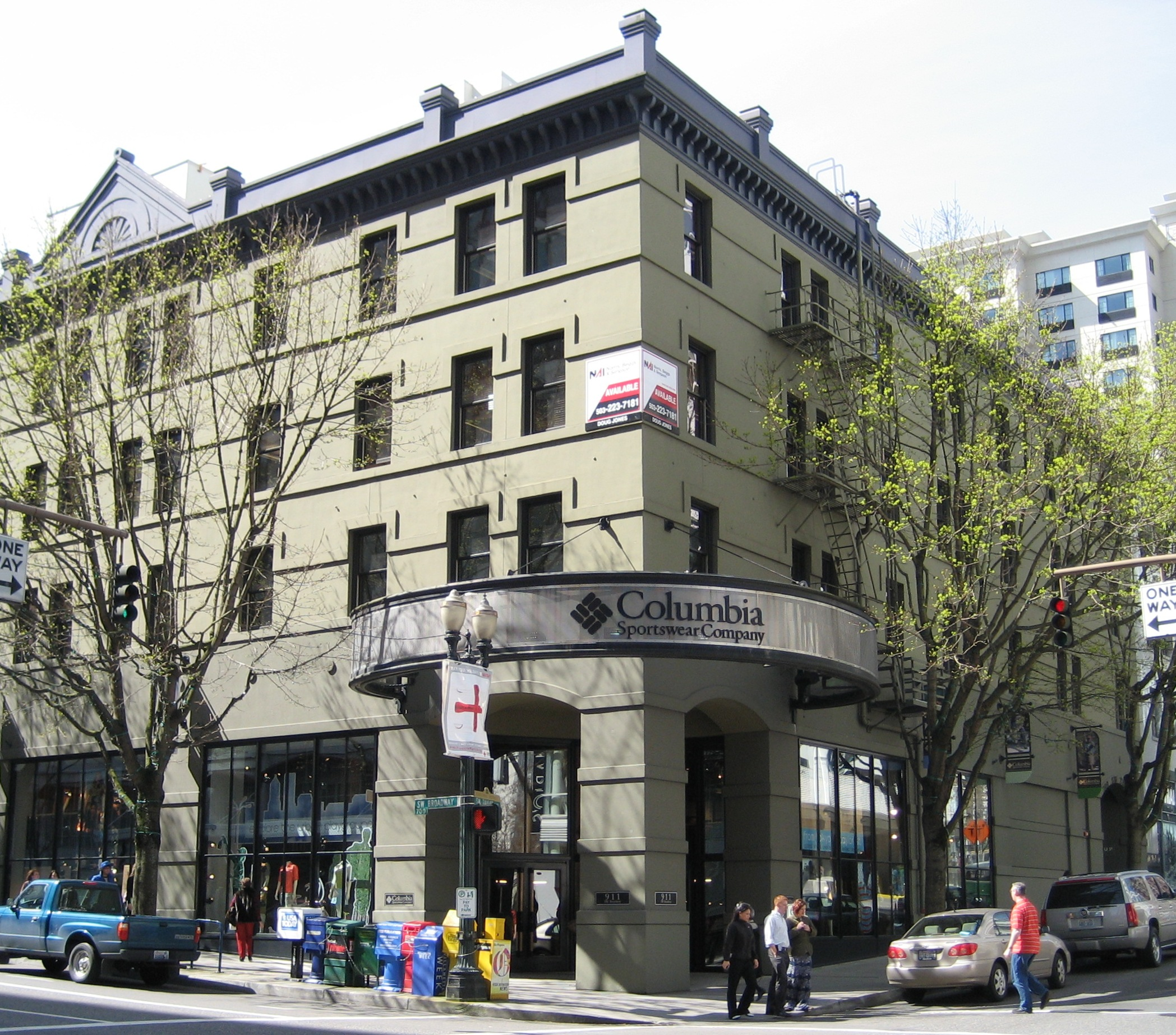
Магазин Коламбії у даунтауні Портланда є флагманом роздрібної торгівлі компанії

Торгівля акціями Коламбії виконується на біржі NASDAQ з символом COLM. Капіталізація на 2015 рік — 4,13 млрд дол.

## Історія
Роздрібне підприємство з продажу капелюхів було створено 1938 року у Портланді єврейськими емігрантами Паулем й Марією Ламфром, що переїхали з нацистської Німеччини у 1937 році.
1948 року роздрібна компанія Ламфромів перейменована на Columbia Hat Company.
1960 року через розпач з роботи постачальників Columbia Hat Company починає виробництво одягу й перейменовується на Columbia Sportswear Company.
1970 року онука засновників підприємства Тім Бойл взяв відповідальність за виведення підприємства з банкрутства. Компанія почала стрімко нарощувати виробництво з запровадженням непромокальних курток з циркулюванням повітря. Також можна було відстібати підкладку й змінювати верхню сторону курток. Це підстібнуло продажи й зріст виробництва.
1998 року Коламбія перетворилася на відкрите акціонерне товариство.
2000 року Коламбія придбала торгову марку Sorel збанкрутілого квебецького виробника взуття Sorel Corporation. Вироби Sorel поширені Коламбією не тільки на чоботи, але й на нейлоновий верхній одяг та інший робочий одяг.

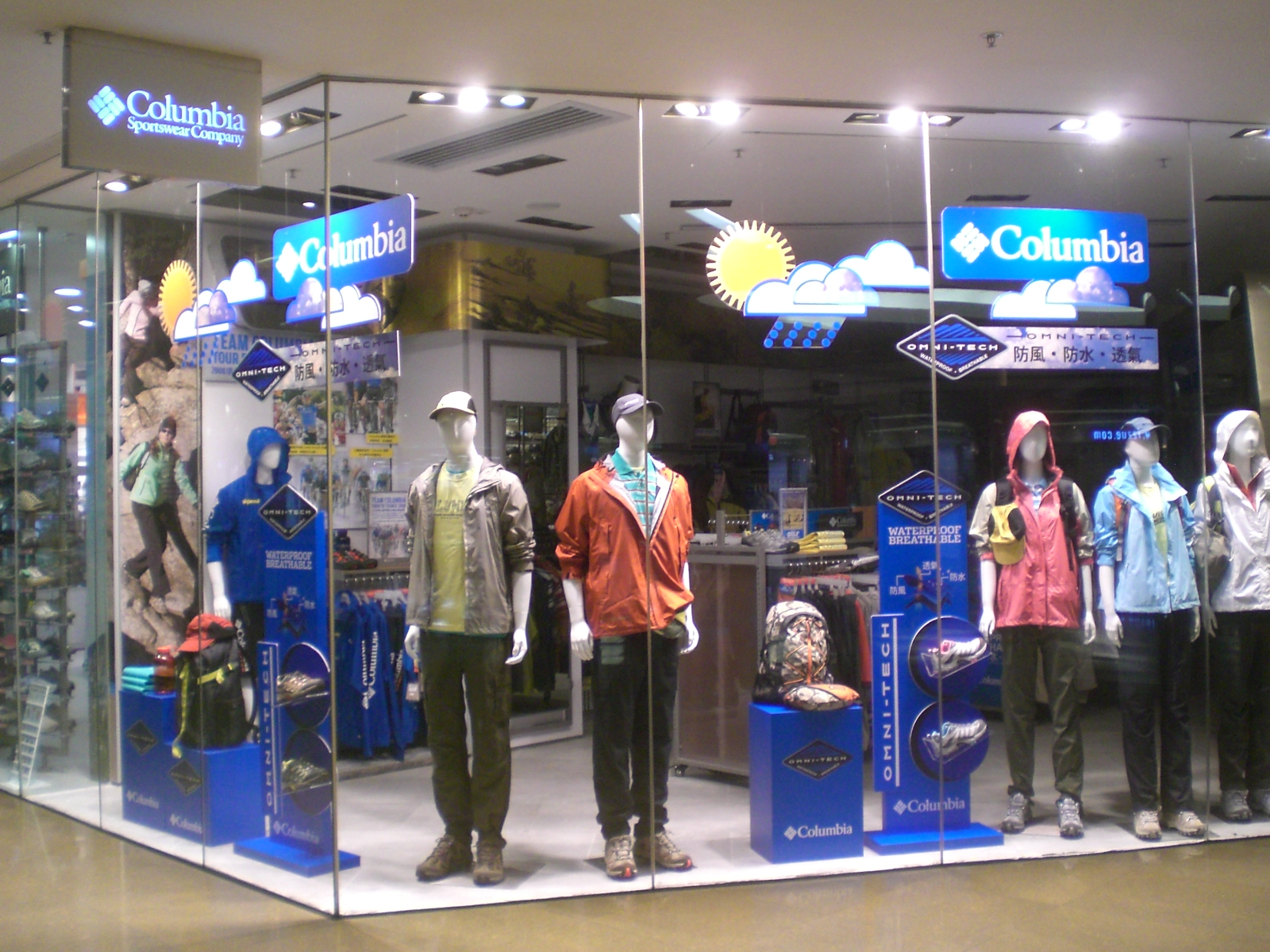
Магазин Коламбії у Гонконзі

2003 року була придбана каліфорнійського виробника туристичного обладняння Mountain Hardwear.
2006 року Коламбія придбала торгові марки Pacific Trail та Montrail.
2001 року головний офіс Коламбії переїхав з Портланду до місцевості на кордоні Бівертона у окрузі Вашингтон Орегону. 2007 року Портланд безуспішно намагався переконати Коламбію повернутися до міста, на що Коламбія відповіла анонсуванням плану перспективної розбудови поточного офісного містечка.
У 2008-10 роках Коламбія була спонсором Team Columbia на Тур де Франс.
2010 року придбано OutDry Technologies S.r.l., що дало можливість додати торговельну марку OutDry.
2015 Тіма Бойла на посту президента компаній змінив Брайан Тимм.